# I. e. 106
Évszázadok: i. e. 3. század – i. e. 2. század – i. e. 1. század
Évtizedek: i. e. 150-es évek – i. e. 140-es évek – i. e. 130-as évek – i. e. 120-as évek – i. e. 110-es évek – i. e. 100-as évek – i. e. 90-es évek – i. e. 80-as évek – i. e. 70-es évek – i. e. 60-as évek – i. e. 50-es évek
Évek: i. e. 111 – i. e. 110 – i. e. 109 – i. e. 108 –  i. e. 107 – i. e. 106 – i. e. 105 – i. e. 104 – i. e. 103 – i. e. 102 – i. e. 101

## Események

### Róma
- Quintus Servilius Caepiót és Caius Atilius Serranust választják consulnak.
- Caepio elfogadtatja a Lex Servilia iudicariát, amely a Gracchus-féle reformok óta csak lovagokból álló bíróságokon ismét engedélyezi a szenátorok részvételét.
- Caepiót Gallia Transalpinába küldik, ahol az előző évi római vereség után a törzsek fellázadtak. Megostromolja és elfoglalja Tolosát, a volcae tectosages törzs központját és a városban hatalmas kincset, állítólag 15 ezer talentumnyi aranyat és ezüstöt talál. A tolosai kincset Rómába küldi, de útközben az aranyat ismeretlen tettesek elrabolják, csak az ezüst érkezik meg a birodalom fővárosába. Egyesek Caepiót vádolják meg a kincs eltulajdonításával.
- Az észak-afrikai Numidiában Caius Marius és Sulla több alkalommal megfutamítják Jugurtha numida és Bocchus mauretániai királyok csapatait, de döntő győzelmet nem tudnak elérni.

### Parthia
- Kína először küld hivatalos követséget a pártusokhoz.

## Születések
- Cnaeus Pompeius Magnus, római hadvezér és politikus
- Marcus Tullius Cicero, író, filozófus, politikus

## Fordítás
- Ez a szócikk részben vagy egészben  a(z)   106 av. J.-C. című francia Wikipédia-szócikk ezen változatának fordításán alapul.  Az eredeti cikk szerkesztőit annak laptörténete sorolja fel. Ez a jelzés csupán a megfogalmazás eredetét és a szerzői jogokat jelzi, nem szolgál a cikkben szereplő információk forrásmegjelöléseként.